# Heinrich Sahm

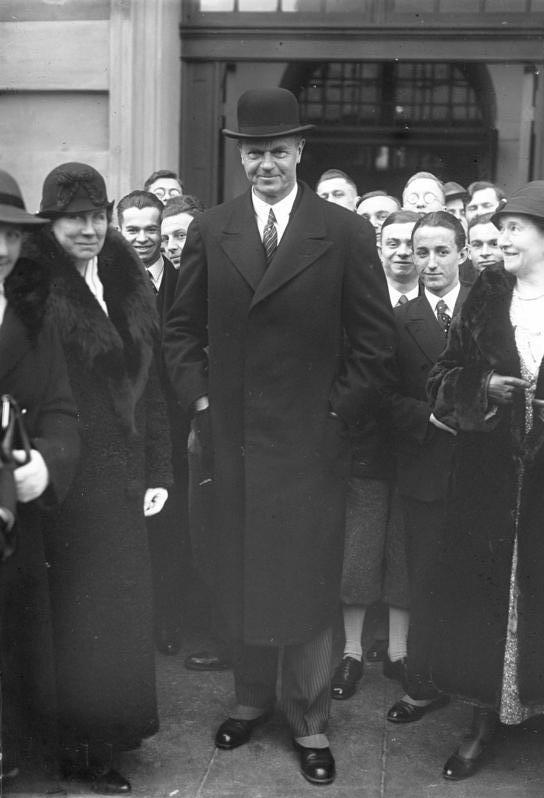
Heinrich Sahm, 1932

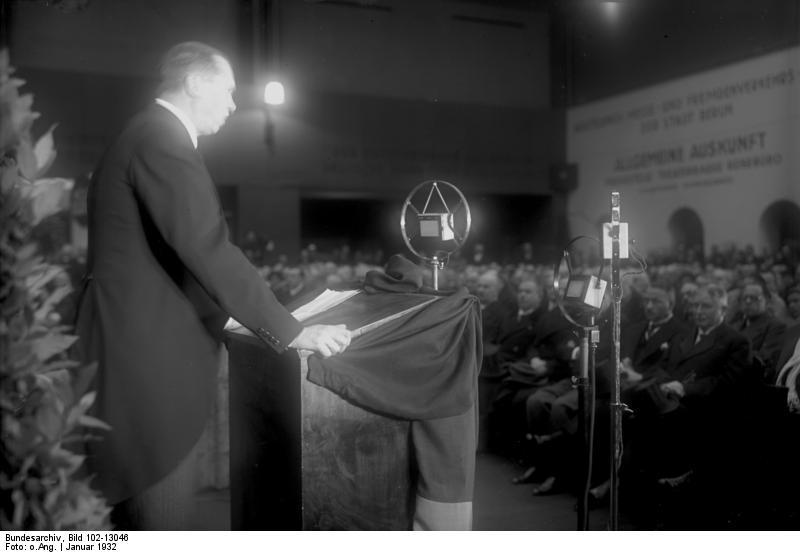
Heinrich Sahm eröffnet 1932 die Grüne Woche in Berlin

Heinrich Friedrich Wilhelm Martin Sahm (* 12. September 1877 in Anklam, Pommern; † 3. Oktober 1939 in Oslo) war ein deutscher und Danziger Politiker und Diplomat. Von 1920 bis 1931 war er Präsident des Senats der Freien Stadt Danzig und von 1931 bis 1935 Oberbürgermeister von Berlin. Danach war er bis zu seinem Tod Botschafter in Norwegen.

## Leben

### Ausbildung und Studium
Heinrich Sahm entstammte einer ursprünglich aus Ostpreußen zugewanderten pommerschen Handwerkerfamilie, die seit der zweiten Hälfte des 18. Jahrhunderts in Anklam lebte. Sein Urgroßvater, der Seiler Johann Sahm, war zwischen 1759 und 1799 aus Ostpreußen zugewandert. Sein Großvater Johann Joachim David Sahm war ebenfalls Seiler, sein Vater Heinrich Alexander Wilhelm Sahm († 1901), ein Kaufmann, hatte ursprünglich den Beruf eines Drahtziehers erlernt. Die Mutter, Wilhelmine Friederike Sahm geborene Schußmann († 1920), die der Vater 1875 in zweiter Ehe geheiratet hatte, war die Tochter eines Bürstenbinders aus Greifswald. Aus der Ehe der Eltern ging als ältester Sohn Johannes Sahm (* 1876, † 1927) hervor, der das elterliche Geschäft später übernahm. Der zweite und letzte Sohn war Heinrich Sahm.
Ab 1883 besuchte Heinrich die Volksschule und danach das Gymnasium seiner Heimatstadt. Auch wenn er ein Schuljahr wegen seiner angeschlagenen Gesundheit wiederholen musste, machte er im Frühjahr 1896 sein Abitur mit sehr guten Noten.
Sahm studierte ab Sommer 1896 in München Rechts- und Staatswissenschaften. Nach einem Semester wechselte er an die Friedrich-Wilhelms-Universität zu Berlin, bevor er im Sommer 1898 zur Universität Greifswald wechselte. Während des Studiums wurde er Mitglied der Turnerschaften Cimbria Greifswald und Rhenania Berlin (heute Turnerschaft Berlin). Im Frühjahr 1900 bestand er am Oberlandesgericht Stettin die erste Staatsprüfung.
1900 bis 1904 war er als Gerichtsreferendar an Gerichten und bei Anwälten in Wollin, Greifswald und Stettin tätig. Nebenher arbeitete er als Repetitor für Rechtsstudenten. Sein Vater war 1901 gestorben. Im Oktober 1904 bestand er auch die zweite Staatsprüfung im preußischen Innenministerium mit der Note „gut“.

### Kommunalpolitische Karriere in Magdeburg
Nach dem Studium arbeitete er kurzzeitig als unbesoldeter Assessor am Amtsgericht Anklam und als Rechtsanwalt. Im Mai 1905 wurde er in Stettin als Magistratsassessor angestellt. Dort lernte er auch seine künftige Frau Dorothea „Dora“ Sahm, geborene Rolffs, Tochter eines Apothekers, kennen. Am 29. Dezember 1905 erfolgte die Verlobung, am 10. Oktober 1906 – nach der Wahl als Stadtrat in Magdeburg – heiratete das Paar. Aus der Ehe gingen zwei Söhne und zwei Töchter hervor.
Sahm schlug eine Beamtenlaufbahn in der Kommunalverwaltung ein.
1906 wurde er zum Stadtrat in Magdeburg gewählt und am 16. August 1906 in sein Amt eingeführt. Im gleichen Jahr wurde auch Hans Luther, der spätere Reichskanzler, als weiterer Stadtrat gewählt. Die langjährige Freundschaft der beiden sollte Sahm in der Danziger Zeit nützlich sein. Im Magistrat war er nacheinander für verschiedene Dezernate zuständig. Als Spezialauftrag war er für die Eingemeindungen vom 1. April 1910 (Cracau und Prester (Kreis Jerichow I), Fermersleben, Lemsdorf, Salbke, Westerhüsen (alle Kreis Wanzleben)) zuständig.

### Zweiter Bürgermeister in Bochum
Von September 1912 bis Juni 1918 (mit Unterbrechung in Warschau) war er Zweiter Bürgermeister in Bochum. Dort war er für Finanz- und Steuersachen, Sparkasse, Auflassungen, das Stadtarchiv, Rechtsfragen und Volksschulsachen verantwortlich. Er war maßgeblich an der Gründung der Bochumer Hypothekenanstalt und der Einführung des Stadtschuldbuches beteiligt.  Mit dem Beginn des Ersten Weltkrieges wurde er zusätzlich für Kriegsernährung und Volksernährung in Bochum zuständig.
Nach der Rückkehr aus Warschau 1918 war er noch vier Monate in Bochum tätig.

### Zivilverwaltung in Warschau
Am 15. August 1915 wurde er telegrafisch in das Reichsamt des Innern bestellt, wo ihm Unterstaatssekretär Lewald die Aufgabe als kommunalpolitischer Referent der deutschen Zivilverwaltung in im Generalgouvernement Warschau antrug. Er nahm das Angebot an und traf am 20. August in Warschau ein. Einer der Kollegen in der Zivilverwaltung war Hubertus Schwartz, der später unter ihm Senator in Danzig werden sollte. In Warschau war er vor allem für Fragen der Kriegswirtschaft, also schwerpunktmäßig der Lebensmittelversorgung, zuständig.
Im Dezember 1917 verlangte der Bochumer Magistrat seine Rückkehr. Er verließ Warschau am 11. Februar 1918.

### Geschäftsführer des Deutschen und Preußischen Städtetages
Anfang 1918 bewarb Sahm sich um die Aufgabe als Oberbürgermeister der Stadt Essen. Die Zentrumspartei hatte jedoch Vorbehalte gegen den parteilosen Sahm und so wurde stattdessen Hans Luther gewählt.
Am 21. Juni 1918 wurde er auf einer gemeinsamen Sitzung der Vorstände des deutschen und des preußischen Städtetages zum Geschäftsführer des Deutschen und Preußischen Städtetages und damit als Nachfolger Luthers gewählt.

### Danzig
Im Oktober 1918 starb der Oberbürgermeister von Danzig, Heinrich Scholtz. Am 2. Februar 1919 wurde Sahm durch die Stadtverordnetenversammlung zum Oberbürgermeister gewählt und am 25. Februar 1919 in sein Amt eingeführt. In die ersten Monate seiner Tätigkeit fällt die Gründung der Freien Stadt Danzig und die damit einhergehende Loslösung Danzigs vom Deutschen Reich infolge der Bestimmungen des Friedensvertrags von Versailles. Sahm führte die Verhandlungen in Paris über den zukünftigen Status des Freistaats und seine Beziehungen zu Polen.
1920 wurde er als Präsident des Danziger Staatsrates berufen. Nach Inkrafttreten des Versailler Vertrags wirkte er vom 6. November 1920 bis zum 9. Januar 1931 ununterbrochen durch drei Senatslegislaturen als Senatspräsident der Freien Stadt Danzig, die durch wirtschaftliche Schwierigkeiten und politische Spannungen gekennzeichnet waren. Aus Warschau wurde ihm zudem unterstellt, während des Ersten Weltkriegs die Beschaffung von  Zwangsarbeit aus Polen befördert zu haben. Seine politische Hauptaufgabe in Danzig sah er darin, nach der Abtrennung vom Deutschen Reich den deutschen Charakter der Stadt zu erhalten und ihre politische Eigenständigkeit, die er durch Polen bedroht wähnte, zu bewahren.
Sahm verhinderte den Durchzug der polnischen Blauen Armee, die – nach dem Wilnaer Beispiel – die Unabhängigkeit des neuen Staatswesens hätte gefährden können. Er sorgte für die Formulierung einer Verfassung für den Freistaat und den Abschluss der Danzig-polnischen Konvention. Wiederholt vertrat er die Interessen Danzigs vor dem Rat des Völkerbundes. Obwohl er die Schaffung der Freien Stadt Danzig wie auch die Einrichtung des Polnischen Korridors als falsch und auf die Dauer unhaltbar ansah, hielt er sich in der Außenpolitik loyal an die internationalen Verträge und die Entscheidungen des Völkerbundes, da er im aktuell geltenden Völkerrecht den stärksten Schutz für den schwachen Kleinstaat sah. Nach wiederholter Wiederwahl zum Präsidenten wurde er 1931 durch eine Rechtskoalition gestürzt.

### Oberbürgermeister von Berlin

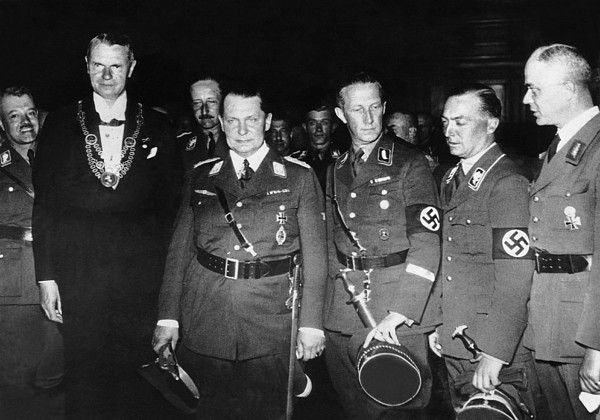
Sahm (zweiter von links) im Kreis führender Nationalsozialisten im Herbst 1933: Außer ihm im Bild Georg von Detten (Leiter des Politischen Amtes der Obersten SA-Führung), August Wilhelm Prinz von Preußen, Hermann Göring (Preußischer Ministerpräsident), Julius Lippert, Karl Ernst (Führer der Berliner SA-Gruppe) und Artur Görlitzer (stellvertretender Gauleiter von Berlin).

Am 14. April 1931 wurde er mit den Stimmen der Stadtverordneten von SPD und bürgerlich-liberalen Parteien (insgesamt 110) gegen die von KPD und DNVP (98) bei Enthaltung der NSDAP-Vertreter (15) zum Oberbürgermeister von Berlin gewählt. Die Vereidigung durch den preußischen Oberpräsidenten Adolf Maier, und damit die Amtsübernahme, fand am 20. April 1931 im Oberpräsidium statt. Als Oberbürgermeister von Berlin war er gleichzeitig auch Präsident des Deutschen und Preußischen Städtetages. Durch Einleitung energischer Sparmaßnahmen sanierte er die Wirtschafts- und Finanzlage der Hauptstadt. Angesichts der von Seiten der Nationalsozialisten drohenden politischen Gefahr gründete er einen Ausschuss, der die Wiederwahl Paul von Hindenburgs zum Reichspräsidenten gewährleisten sollte. Nachdem der Ausschuss über eine Million Unterschriften zugunsten Hindenburgs gesammelt und dieser sich zu einer erneuten Kandidatur bereit erklärt hatte, zog Sahm sich von der Leitung des Ausschusses zurück, um seine überparteiliche Stellung nicht zu gefährden.
Nach der nationalsozialistischen Machtergreifung im Jahr 1933 blieb Sahm zunächst im Amt. Jedoch wurde er zunehmend persönlichen Angriffen ausgesetzt, um ihn aus dem Amt zu verdrängen.
Das bis zur Nachkriegszeit letzte demokratisch bestimmte Stadtoberhaupt wirkte am Ausbau der NS-Herrschaft auf kommunaler Ebene mit: Sahm setzte seine Unterschrift unter die Entlassungen dem neuen Regime nicht genehmer Mitarbeiter und den Ausschluss kommunistischer sowie sozialdemokratischer Stadtverordneter. Als ihm im März 1933 Julius Lippert als Staatskommissar zur Seite gestellt wurde, verlor sein Amt an Entscheidungsbefugnissen. Am 18. Dezember 1935 trat er zurück und ging am 11. Mai 1936 als deutscher Botschafter nach Norwegen, von wo ihn 1939 Reichsaußenminister Joachim von Ribbentrop abberufen wollte. Sahm starb als Gesandter in Oslo an den Folgen einer Blinddarmoperation. Sein Grab befindet sich auf dem Waldfriedhof Dahlem. Von 1932 bis 1937 war Sahm Mitglied des Senats der Kaiser-Wilhelm-Gesellschaft.
Sahm war seit dem 1. November 1933 Mitglied der NSDAP. Sein Ausschluss 1935 per Parteigerichtsverfahren wegen Einkaufs in jüdischen Geschäften wurde auf ausdrücklichen Wunsch Adolf Hitlers aufgehoben.

## Familie
Ein Sohn von Heinrich Sahm war der deutsche Diplomat Heinz Ulrich Sahm. Dessen Sohn, Enkel von Heinrich Sahm, war der Nahostkorrespondent Ulrich W. Sahm, der im Februar 2024 gestorben ist.

## Kunst
Heinrich Sahm war ein Kenner und Förderer der Kunst. Ein Teil dieser Kunstförderung bestand darin, dass er namhafte Künstler beauftragte, Bilder von ihm zu malen. So wurde er 1917 in Warschau von Henryk Berlewi, in Danzig von Fritz Pfuhle und Otto Dix und in Berlin von Konrad von Kardorff, Heinrich von Luckner und Leo von König gemalt. Fritz Gruson erstellte eine Porträtbüste.

## Ehrungen

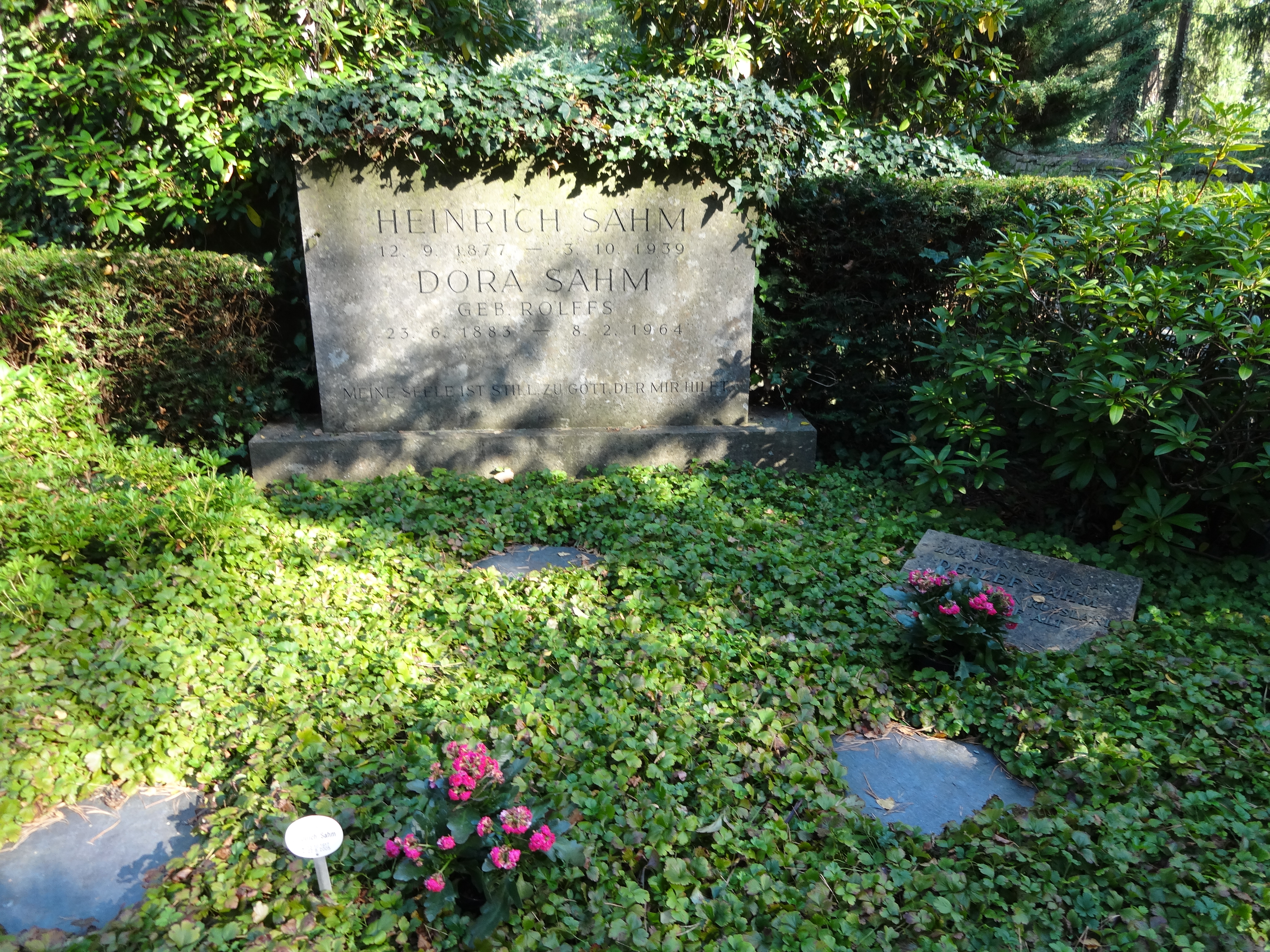
Grabstätte

- Sein Grab auf dem Waldfriedhof Dahlem war von 1952 bis 2001 als Ehrengrab der Stadt Berlin gewidmet.
- 1924 Verleihung der Ehrendoktorwürde (Dr.-Ing. h. c.)  durch die Technische Hochschule Danzig
- 1927 Verleihung des Ehrenzeichens des Deutschen Roten Kreuzes
- 1928 Verleihung der Ehrendoktorwürde (Dr. jur. h. c.) durch die juristische Fakultät der Albertus-Universität Königsberg
- 1928 Ernennung zum Ehrensenator der Eberhard Karls Universität Tübingen

## Veröffentlichungen (Auswahl)
- Material zur Geschichte der Freien Stadt Danzig. Verlag A. W. Kafemann, Danzig 1930, DNB 576352594.
- Erinnerungen aus meinen Danziger Jahren 1919–1930. Bearbeitung und biografische Einleitung von Ulrich Sahm. Johann Gottfried Herder Institut, Marburg 1955, DNB 454254881.